# Маллинс, Джейми
Дже́йми Э́нтони Ма́ллинс (англ. Jamie Anthony Mullins; род. 29 сентября 2004) — ирландский футболист, правый защитник клуба «Уиком Уондерерс».

## Клубная карьера
Маллинс — воспитанник клуба «Богемиан». 18 июня 2021 года в матче против «Дроэда Юнайтед» он дебютировал в ирландской Премьер-лиге. 18 июля в поединке против «Лонгфорд Таун» Джейми забил свой первый гол за «Богемиан». Он стал самым молодым автором гола в чемпионате в возрасте 16 лет. В 2023 году Маллинс перешёл в английский «Брайтон энд Хоув Альбион», где выступал за молодёжный состав. Летом 2025 года игрок подписал контракт с «Уиком Уондерерс».